# Линия Кавагоэ
Линия Кавагоэ (яп. 川越線 кавагоэ сэн) — железнодорожная линия японского железнодорожного оператора East Japan Railway Company расположенная в префектуре Сайтама. Линия протянулась от станции Омия в городе Сайтама до станции Комагава расположенной в городе Хидака.

## История
Идея строительства данной линии впервые возникла в марте 1920 года. Строительные работы были начаты в сентябре 1935 года, а работы были закончены 22 июля 1940 года.
Первоначально по линии ходили паровозы, 1 июня 1950 года началась замена подвижного состава на тепловозы, которая была полностью завершена к 30-му сентября 1969 года. Линия была полностью электрифицирована к 30-му сентября 1985 года, в то же время началось сквозное сообщение с линией Сайкё. Также были проложены дополнительные пути на участке от станции Омия до станции Ниссин и открыто новое депо у станции Минанми-Фуруя. 16 марта 1996 года началось сквозное сообщение с линией Хатико до станции Хатиодзи.

## Станции
- Все станции расположены в префектуре Сайтама.
- Все скорые поезда линии Сайкё останавливаются на всех станциях линии Кавагоэ.
- Разъезды доступны на станциях, помеченных символами «∥», «∨», «◇»; недоступны на помеченных «｜».

| Станция                                                                  | Японское название                                                        | Расстояние (км)                                                          | Расстояние (км)                                                          | Расстояние (км)                                                          | Пересадки |                                                                          | Расположение                                                             | Расположение                                                             |
| Станция                                                                  | Японское название                                                        | Между станциями                                                          | Всего                                                                    | Всего                                                                    | Пересадки |                                                                          | Расположение                                                             | Расположение                                                             |
| Сквозное сообщение с линией Ринкай до станции Син-Киба через линию Сайкё | Сквозное сообщение с линией Ринкай до станции Син-Киба через линию Сайкё | Сквозное сообщение с линией Ринкай до станции Син-Киба через линию Сайкё | Сквозное сообщение с линией Ринкай до станции Син-Киба через линию Сайкё | Сквозное сообщение с линией Ринкай до станции Син-Киба через линию Сайкё | Сквозное сообщение с линией Ринкай до станции Син-Киба через линию Сайкё | Сквозное сообщение с линией Ринкай до станции Син-Киба через линию Сайкё | Сквозное сообщение с линией Ринкай до станции Син-Киба через линию Сайкё | Сквозное сообщение с линией Ринкай до станции Син-Киба через линию Сайкё |
| ------------------------------------------------------------------------ | ------------------------------------------------------------------------ | ------------------------------------------------------------------------ | ------------------------------------------------------------------------ | ------------------------------------------------------------------------ | --- | ------------------------------------------------------------------------ | ------------------------------------------------------------------------ | ------------------------------------------------------------------------ |
| Омия                                                                     | 大宮                                                                     | -                                                                        | от Омия 0,0                                                              | от Осаки 36,9                                                            | Линия Сайкё (сквозное сообщение), Тохоку-синкансэн, Ямагата-синкансэн, Акита-синкансэн, Дзёэцу-синкансэн, Нагано-синкансэн, Линия Кэйхин-Тохоку, Линия Тохоку (Линия Уцуномия), Линия Такасаки, Линия Сёнан-Синдзюку Линия Нода Линия Ина (New Shuttle) | ∥                                                                        | Сайтама                                                                  | Сайтама                                                                  |
| Ниссин                                                                   | 日進                                                                     | 3.7                                                                      | 3.7                                                                      | 40.6                                                                     | | ∨                                                                        | Сайтама                                                                  | Сайтама                                                                  |
| Ниси-Омия                                                                | 西大宮                                                                   | 2.6                                                                      | 6.3                                                                      | 43.2                                                                     | | ◇                                                                        | Сайтама                                                                  | Сайтама                                                                  |
| Сасиоги                                                                  | 指扇                                                                     | 1.4                                                                      | 7.7                                                                      | 44.6                                                                     | | ◇                                                                        | Сайтама                                                                  | Сайтама                                                                  |
| Минами-Фуруя                                                             | 南古谷                                                                   | 4.7                                                                      | 12.4                                                                     | 49.3                                                                     | | ◇                                                                        | Кавагоэ                                                                  | Кавагоэ                                                                  |
| Кавагоэ                                                                  | 川越                                                                     | 3.7                                                                      | 16.1                                                                     | 53.0                                                                     | Линия Тодзё Линия Синдзюку (Хон-Кавагоэ) | ◇                                                                        | Кавагоэ                                                                  | Кавагоэ                                                                  |
| Кавагоэ                                                                  | 川越                                                                     | 3.7                                                                      | 16.1                                                                     | от Хатиодзи 45,6                                                         | Линия Тодзё Линия Синдзюку (Хон-Кавагоэ) | ◇                                                                        | Кавагоэ                                                                  | Кавагоэ                                                                  |
| Ниси-Кавагоэ                                                             | 西川越                                                                   | 2.6                                                                      | 18.7                                                                     | 43.0                                                                     | | ｜                                                                       | Кавагоэ                                                                  | Кавагоэ                                                                  |
| Матоба                                                                   | 的場                                                                     | 2.2                                                                      | 20.9                                                                     | 40.8                                                                     | | ◇                                                                        | Кавагоэ                                                                  | Кавагоэ                                                                  |
| Касахата                                                                 | 笠幡                                                                     | 2.9                                                                      | 23.8                                                                     | 37.9                                                                     | | ｜                                                                       | Кавагоэ                                                                  | Кавагоэ                                                                  |
| Мусаси-Такахаги                                                          | 武蔵高萩                                                                 | 3.2                                                                      | 27.0                                                                     | 34.7                                                                     | | ◇                                                                        | Хидака                                                                   | Хидака                                                                   |
| Комагава                                                                 | 高麗川                                                                   | 3.6                                                                      | 30.6                                                                     | 31.1                                                                     | Линия Хатико (сквозное сообщение) | ◇                                                                        | Хидака                                                                   | Хидака                                                                   |
| Сквозное сообщение с линией Хатико до станции Хатиодзи                   |                                                                          |                                                                          |                                                                          |                                                                          | |                                                                          |                                                                          |                                                                          |

## Подвижной состав

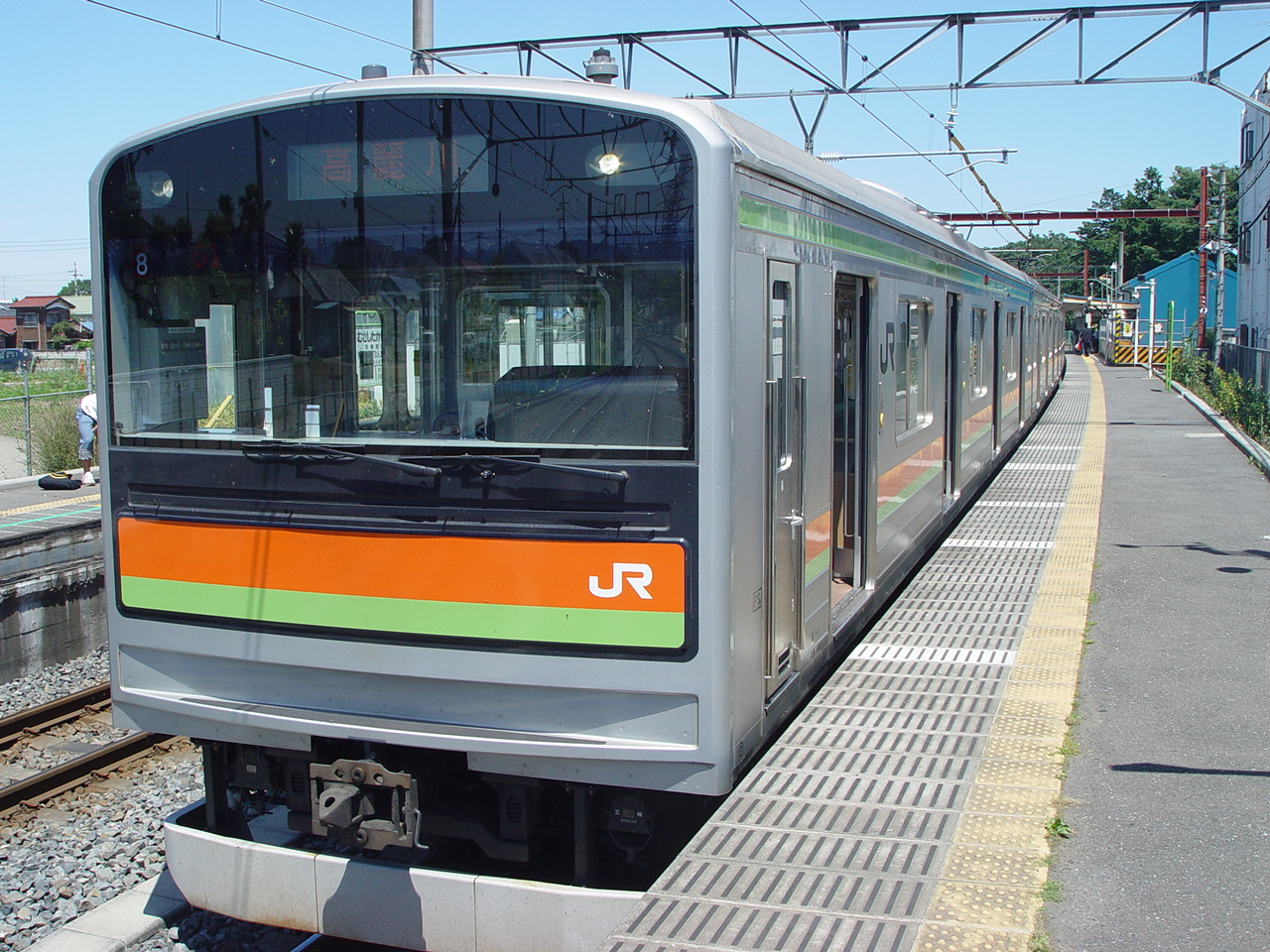
Электричка серии 205-3000 на станции Мусаси-Такахаги, июнь 2004

Подвижной состав линии базируется в депо Кавагоэ (рядом со станцией Минами-Фуруя).
- 205 series 10-вагонные электрички (Линия Кавагоэ/Линия Сайкё/Линия Ринкай)
- TWR 70-000 series 10-вагонные электрички (Линия Кавагоэ/Линия Сайкё/Линия Ринкай)
- 205-3000 series 4-вагонные электрички (Линия Кавагоэ/Линия Хатико)
- 209-3000 series 4-вагонные электрички (Линия Кавагоэ/Линия Хатико)
- 209-3100 series 4-вагонные электрички (Линия Кавагоэ/Линия Хатико)

### Использованный в прошлом
- 9600 паровоз (до сентября 1969)
- KiHa 07 тепловоз (1955 — ?)
- KiHa 15 тепловоз
- KiHa 20 тепловоз

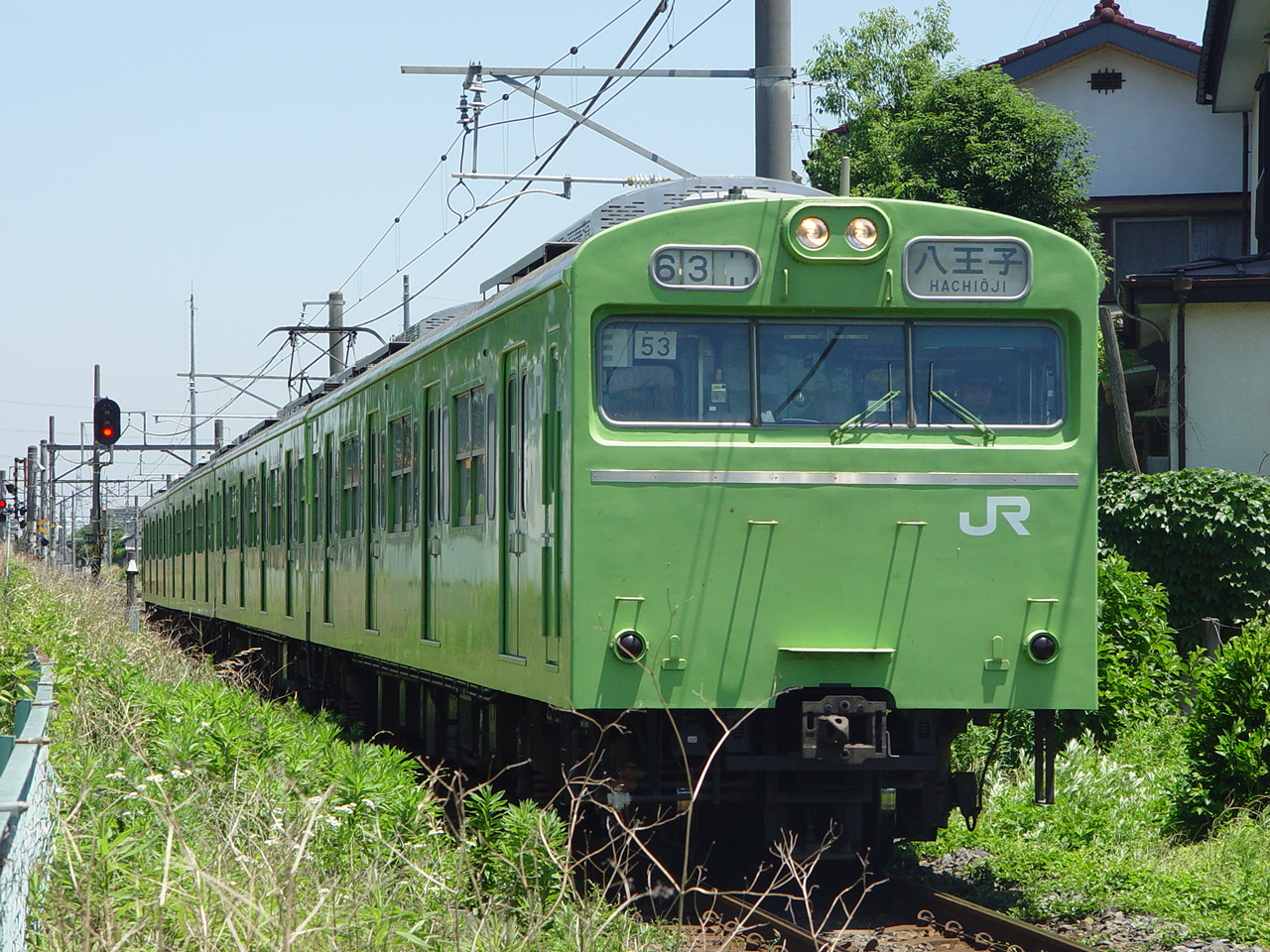
Электричка серии 103-3000, июнь 2004

- KiHa 35 тепловоз (1964 — сентябрь 1985)
- 103-3000 series электричка (до октября 2005)
- 103-3500 series электричка (до марта 2005)